# First Penguin!
《企鵝先鋒！》是日本電視台於2022年10月5日至12月7日播出的週三連續劇，由奈緒主演，也是奈緒初次於黃金時段擔當主演。由森下佳子擔任原創編劇。
臺灣由KKTV於10月6日起跟播。

## 概要
本作的主角以坪內知佳為原型。坪內在山口縣萩市集結60多名漁夫成立了「荻大島船團丸」，將早上捕獲水產裝箱，直送到消費地。成功創立「漁業6次產業化」的新鮮魚貨箱事業。
標題「First Penguin」的由來：企鵝本來是膽小的動物，「第一隻企鵝」象徵在這之中領導同伴，率先跳入充滿敵人的海中，具有這份勇氣的行為。

## 登場人物

### 主要人物
- 岩崎和佳：奈緒[1]

本作主人公。移居到冷落港口小鎮的單親媽媽，與年幼的兒子在人生地不熟的地方困苦的生活著。在旅館做招待員時，因片岡的懇願，而一腳踏入完全不熟悉的漁業世界。
- 片岡洋：堤真一[3]

漁船團「Sanshi船團丸」船團長。
- 岩崎進〈5〉：石塚陸翔（10年後：聲 - 城檜吏）[4]

和佳的兒子。

### Sanshi船團丸
以音船漁港為據點由片岡成立的漁船團。漁船團的名稱「Sanshi」是由片岡、磯田、山中3人的名字——洋、高志、篤（Hiroshi、Takashi、Atsushi），當中的三個（shi）而命名。
- 永澤一希：鈴木伸之[5]

年輕漁夫。對連竹莢魚和青花魚都分不清的和佳來說，是幫手般的存在。
- 磯田高志：吹越滿[6]

與片岡、山中是從小到大的好朋友的資深漁夫，也是片岡可靠的得力助手。
- 山中篤：梶原善[6]

跟片岡、磯田是從小到大的好朋友的資深漁夫。
- 山中匠：上村侑[6]

年輕漁夫。山中篤的獨生子。對漁業完全沒有興趣。
- 大島大三：田中美央

漁夫。喜歡大叔冷笑話。暱稱「Dai-san」。
- 中川忠次：山口祥行

漁夫。外表看起來很兇。暱稱「Chu-san」。
- 小峠省一：松本實

漁夫。喜歡女人還有黃色笑話。常常跑去夜總會。暱稱「Sho-san」。
- 小森賢太郎：北川尚彌（第7話 - ）

新人漁夫。畢業於大學經濟系的青年，曾於物流公司工作，在與公司上層產生爭執時，發覺「物流革命」可能即將來臨，而加入「Sanshi船團丸」。

### 和佳相關人物
- 琴平祐介：渡邊大知[5]

住在東京，和佳的諮商對象。
- 山藤Soyo：志田未来[7]

和佳的媽媽友。兒子都在同一所幼兒園。
- 山藤要：川田琥太郎

Soyo的兒子。與進關係很好。互相以「Ka-chan」「Su-kun」稱呼。
- 溝口靜：松本若菜[7]

農林水產省職員。農林漁業「6次產業化計畫」負責人。
- 重森梨花：First Summer Uika[7]

漁港魚市場的中間商。

### 汐崎漁協
- 杉浦久光：梅澤富美男[6]

漁協會長。
- 安野茂：遠山俊也

漁協職員。

### 浜尻水產
- 浜尻公平：高杉亘

汐崎的漁夫。

### 其他人物
- 片岡宮子：中越典子[8]

洋的亡妻。

## 製作人員
- 劇本：森下佳子
- 導演：內田秀實、小川通仁、今和紀
- 配樂：菅野祐悟
- 主題曲：綠黃色社會（Sony Music Labels）
- 企劃製作人：武澤忠
- 總製作人：三上繪里子
- 製作人：森雅弘、森有紗、阿利極（AX-ON）
- 製作協力：AX-ON
- 製作著作：日本電視台

## 播出日程
| 集數                                                                      | 播出日期 | 副標題 | 電視節目標題欄 | 導演     | 收視率 |
| ------------------------------------------------------------------------- | -------- | ------ | -------------- | -------- | ------ |
| 第1話                                                                     | 10月05日 |        |                | 内田秀實 | 8.9%   |
| 第2話                                                                     | 10月12日 |        |                | 内田秀實 | 7.5%   |
| 第3話                                                                     | 10月19日 |        |                | 小川通仁 | 7.1%   |
| 第4話                                                                     | 10月26日 |        |                | 今和紀   | 7.7%   |
| 第5話                                                                     | 11月02日 |        |                | 内田秀實 | 7.3%   |
| 第6話                                                                     | 11月09日 |        |                | 小川通仁 | 7.5%   |
| 第7話                                                                     | 11月16日 |        |                | 今和紀   | 7.0%   |
| 第8話                                                                     | 11月23日 |        |                | 内田秀實 | 4.9%   |
| 第9話                                                                     | 11月30日 |        |                | 小川通仁 | 7.0%   |
| 最終話                                                                    | 12月07日 |        |                | 内田秀實 | 7.5%   |
| 平均收視率 7.2%（收視率由Video Research調查關東地區、家戶的即時統計資料） |          |        |                |          |        |

## 外部連結
- 官方网站（日語）
  - 電視劇的X（前Twitter）
  - 電視劇的Instagram帳戶

| 日本 日本電視台 週三連續劇              | 日本 日本電視台 週三連續劇                    | 日本 日本電視台 週三連續劇 |
| --------------------------------------- | --------------------------------------------- | -------------------------- |
|                                         | First Penguin! （2022年10月5日－12月7日）     |                            |
| 家庭教師寅子 （2022年7月20日－9月21日） | Reversal Orchestra （2023年1月11日－3月15日） |                            |

| 臺灣 緯來日本台 每週一至五 21:00 - 22:00 | 臺灣 緯來日本台 每週一至五 21:00 - 22:00        | 臺灣 緯來日本台 每週一至五 21:00 - 22:00 |
| ---------------------------------------- | ----------------------------------------------- | ---------------------------------------- |
|                                          | 漁夫女王 （2022年11月29日－12月12日）           |                                          |
| 神秘女家教 （2022年11月15日－11月28日）  | silent說不出口的愛 （2022年12月13日－12月27日） |                                          |